# Primula pulverulenta
Primula pulverulenta är en viveväxtart som beskrevs av John Firminger Duthie. Primula pulverulenta ingår i släktet vivor, och familjen viveväxter. Inga underarter finns listade i Catalogue of Life.

## Bildgalleri

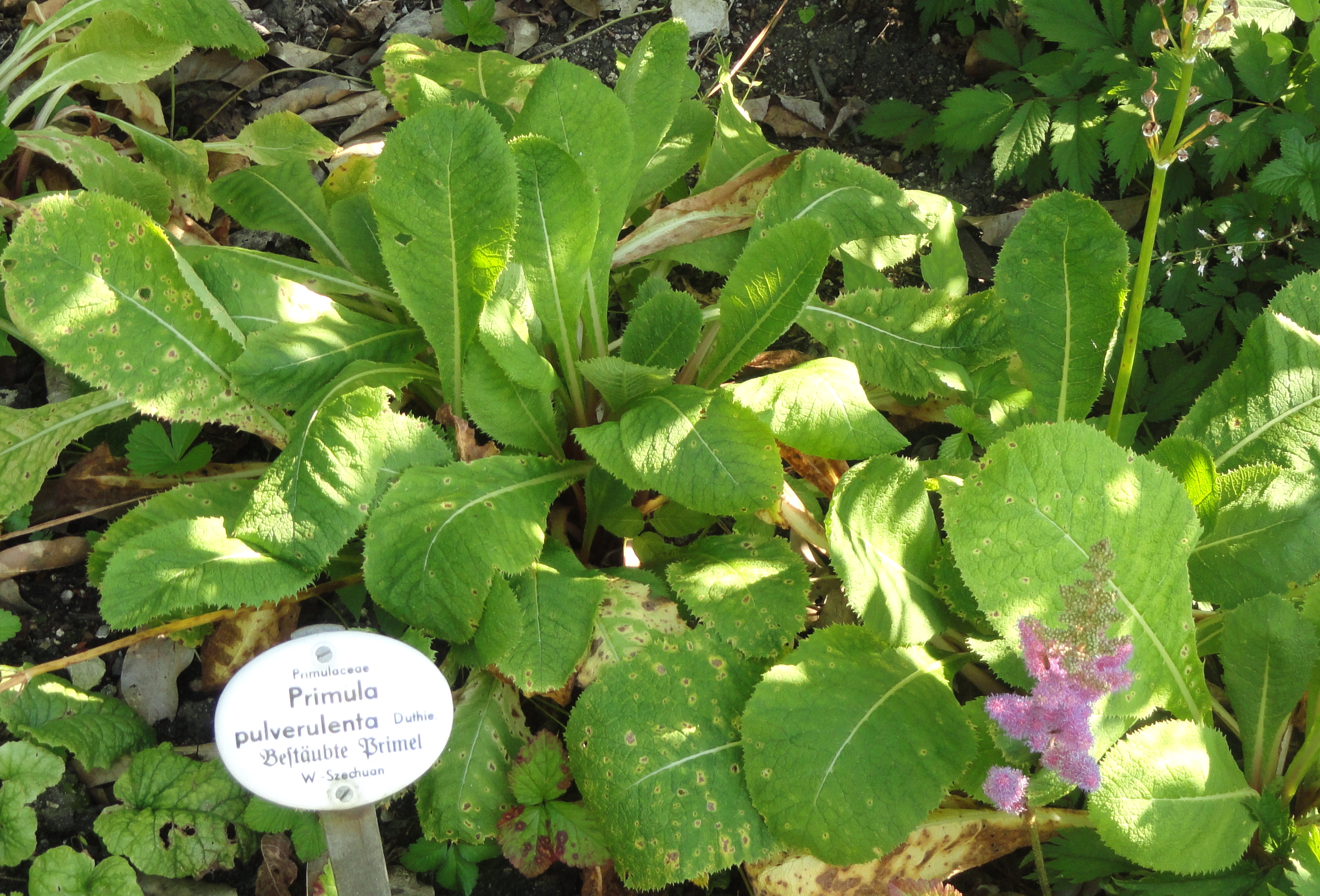
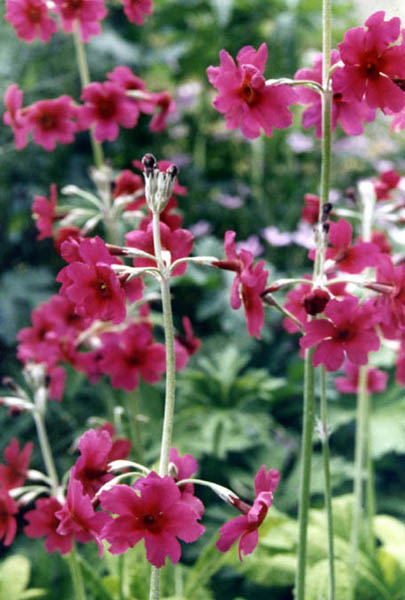
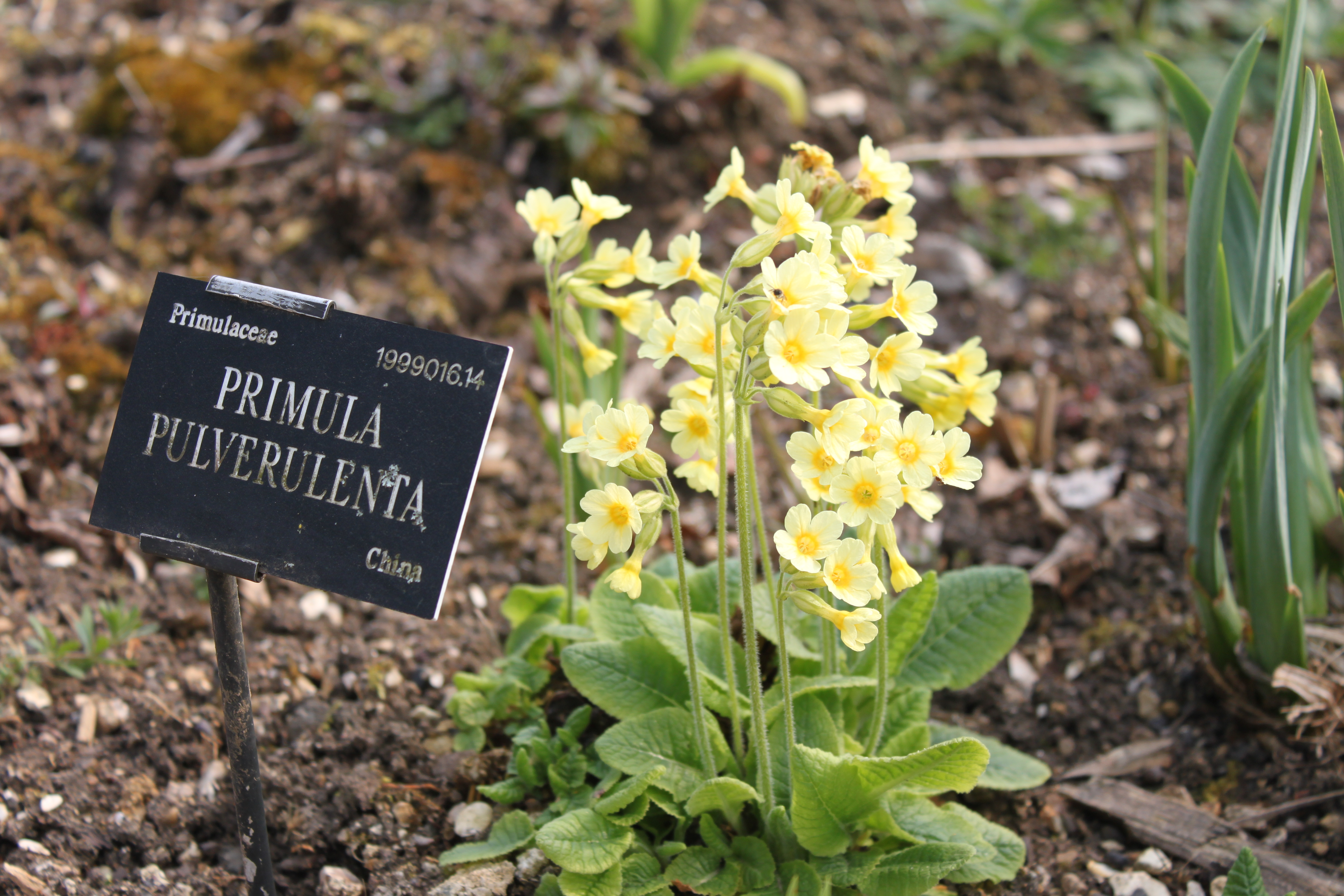